# Fronteira Israel–Síria
A fronteira entre Israel e Síria jamais foi definida oficialmente, em função das disputas e guerras entre Israel e Síria referentes às Colinas de Golã. Os 76 km de extensão aqui informados consideram as Colinas como posse de Israel.
No entendimento da Síria, as Colinas são seu território. Assim, a fronteira segue o rio Jordão desde a tríplice fronteira dos dois países com o Líbano ao norte, indo até ao mar da Galileia, tríplice fronteira com a Jordânia. Israel, que domina a área dos Montes Golã desde 1967 (Guerra dos Seis Dias) / 1973 (Guerra do Yom Kipur) considera o limite setentrional dessa fronteira mais ao norte e leste, bem como o limite meridional mais ao sul do Mar da Galileia;